# SPP-1
SPP-1 (rus. Specialnyj podvodnyj pistolet, hr. Specijalni podvodni pištolj) je sovjetski podvodni pištolj namijenjen specijalnim ronilačkim postrojbama.

## Opis
Zbog specifične okoline svog djelovanja koristi strijelasti metak kalibra 4,5x40mmR. Cijev nije užljebljena jer se preciznost održava hidrodinamičkim efektima projektila.
U svaku od četiri cijevi stane po jedan metak. Puni se pomoću spremnika koji se spaja na kraj pištolja.